# Um Novo Dia (álbum de Grupo Logos)
Um Novo Dia é o segundo álbum de estúdio do Grupo Logos, lançado em 1983.
Sucessor de Caminhos, o disco se destacou pela música "Restaurador Fiel" e teve arranjos assinados por Paulo Cezar.
Em 2019, foi eleito o 76º melhor álbum da década de 1980 em lista publicada pelo portal Super Gospel.

## Faixas
1. "Um Novo Dia"
2. "A Paz"
3. "Não Temas"
4. "Volte"
5. "Restaurador Fiel"
6. "O Mesmo Deus"
7. "Razão para Viver"
8. "Se Jesus Comigo Estiver"
9. "Que Bom Será"
10. "Quero Cantar"